# Das närrische Glück
Das närrische Glück ist eine deutsche Stummfilmliebeskomödie aus dem Jahre 1929 von Johannes Guter mit Maria Paudler in der Hauptrolle.

## Handlung
“Vom Tellerwäscher zum Millionär” – die hier erzählte Geschichte aus der Sicht eines kleinen, armen Fabrikmädchens, das ihr Leben gemäß ihrer Wunschvorstellung von Ruhm, Reichtum und der großen Liebe umkrempelt, ist lediglich eine weitere Variation dieses altbekannten Leinwandklischees vom erreichbaren Traum eines sozialen Aufstieg von „ganz unten“ nach „ganz oben“. Die Protagonistin dieser Geschichte heißt Mary Eisler und ist die Tochter einer einfachen Wäscherin. Mary, die junge Arbeiterin, lebt einen grauen, wenig vielversprechenden Alltag. Deshalb flüchtet sie sich in eine Welt, die ihr Tag für Tag diejenigen Schund- und Liebesromane, die sie geradezu verschlingt, vorleben. Dort findet das Aschenputtel am Ende immer seinen Prinzen in der schimmernden Rüstung.
Und so beschließt Mary eines Tages, nachdem sie wieder einmal mit großer Leidenschaft eine solche literarische Scheinwelt zu Ende gelesen hat, der eigenen Realität zu entfliehen und diese Wunschwelt für sich Wirklichkeit werden zu lassen. Das närrische Glück, das es dafür unbedingt braucht, soll ihr dabei helfen. Und prompt, so will der Film glauben machen, gelingt ihr der kometenhafte, soziale Aufstieg. Sie geht zum Film, wird dort „entdeckt“ und nach kurzer Zeit sogar ein gefeierter Star. Damit ist es, so will diese Geschichte hier glauben machen, nur noch quasi ein Katzensprung zum Traummann, dem sie hier happyend-gerecht in die Arme sinkt und der, dem närrischen Glück entsprechend, auch noch ein ebenso reicher wie attraktiver Fabrikant ist und Waldenburg heißt.

## Produktionsnotizen
Das närrische Glück entstand im Frühjahr 1929 in den Filmstudios von Staaken, passierte die Zensur am 9. April desselben Jahres und wurde zehn Tage darauf im Primus-Palast uraufgeführt. Der für die Jugend verbotene Siebenakter besaß eine Länge von 2282 Meter.
Rudolf Walther-Fein übernahm die künstlerische Leitung, Botho Höfer und Hans Minzloff gestalteten die Filmbauten. Walter Tost war Aufnahmeleiter.

## Kritiken
Der Film wurde aufgrund seines abgedroschenen Grundthemas von der Kritik nahezu durchgehend verrissen. Nachfolgend einige zeitgenössische Beispiele:
Das Kleine Blatt ätzte: „Musterbeispiel des sozial verlogenen deutschen Films. Der „Roman eines kleinen Fabrikmädchens“ geht immer so aus, dass es vom reichen Fabrikanten geheiratet wird: das Filmglück ist viel närrischer als die Filmfabrikanten, die sehr gut wissen, warum sie dem Publikum, von dessen Kinogroschen sie herrlich und in Freuden leben, für sein eigenes Geld die Hirne verkleistern! (…) Die Handlung … ist über alle Maßen blöd, die Hauptdarstellerin Maria Paudler schneidet gräßliche Gesichter und der dazugehörige Fritz Kampers ist in seiner derben „Komik“ ganz abscheulich.“
Auch die Arbeiter-Zeitung schäumte: „Das gibt es im Kino noch, Anno 1930: daß ein ganz armes Mädel von der Heirat mit einem ganz, ganz reichen Mann träumt, diesen wirklich findet und von diesem wirklich geheiratet wird. Weil die Erzeuger eines derartig verlogenen Kitsches heute selbst wissen, dass es in der Wirklichkeit ein bissel anders zugeht, nennen sie das Glück, das dem kleinen Mädel den reichen Fabrikanten zuführt, „Das närrische Glück“. Erst stecken die Verfasser des Films das Mädchen in eine Irrenanstalt, dann machen sie aus ihm einen berühmten Filmstar; es ist ihnen halt gar nichts Gescheites eingefallen. Regie und Spiel sind der Fabel würdig. Die Darsteller, vom Spielleiter allem Anschein nach völlig unbeaufsichtigt, toben sich in Uebertreibungen aus.“
Das Neue Wiener Journal urteilte: „Die Kleine ist das Musterbeispiel eines frechen, nichtsnutzigen, ungezogenen Mädels, ein durchaus nicht nachahmenswertes Vorbild für die zahllosen jungen Mädchen, die ihre Zerstreuung im Kino suchen … Ohne moralinsauer zu sein, kann man mit Rücksicht auf das Kinopublikum derartige Stücke nicht gut finden … Der verfilmte Fünfkreuzerroman sollte doch endlich einer überwundenen Epoche angehören oder den hier gegebenen recht netten Ansätzen gemäß bis zum Ende als Parodie durchgeführt werden.“
Der Salzburger Chronik schrieb etwas freundlicher: „Auf Wahrscheinlichkeit macht die Handlung … allerdings nicht, aber Marie Paudler sorgt schon als Heldin … dafür, daß man viel lacht und sich gut unterhält. Gelungene Regie und durchweg tüchtiges Spiel heben die gut arrangierten, komischen Szenen.“
Das Neue Wiener Journal hingegen urteilte gnädig: „In sehr lustiger, echt filmmäßiger Aufmachung wird hier das Erleben eines kleinen Fabrikmädels geschildert ...“